# Río Ibirapuitã Chico
El río Ibirapuitã Chico (Ibirapuitã Chico en portugués) es un río brasileño del estado de Río Grande do Sul. Es afluente del río Ibirapuitã.